# Sandy Baltimore
Sandy Baltimore (Colombes, 19 februari 2000) is een voetbalspeelster uit Frankrijk. Ze speelt als aanvaller voor Chelsea FC in de Super League.

## Clubcarrière
Baltimore begon met voetballen op tienjarige leeftijd. Ze is van Guadeloupse afkomst.
Baltimore doorliep de jeugdopleiding van Paris Saint-Germain. Ze maakte haar debuut in de hoofdmacht van de Parijzenaars op 9 oktober 2016 door in te vallen voor Hawa Cissoko in een 3-0 competitieoverwinning op FC Metz. In april 2018 kwam Baltimore tweemaal tot scoren in een 4-0 overwinning op Olympique Marseille. Het was haar achtste competitiewedstrijd en haar vierde basisplaats tijdens het seizoen 2017/18. Baltimore tekende haar eerste profcontract bij Paris Saint-Germain aan het einde van het seizoen, nadat ze met haar club dat seizoen de Coupe de France had gewonnen.
Nadat ze acht keer tot scoren was gekomen tien assists gaf tijdens het seizoen 2020/21, werd Baltimore opgenomen in het Division 1 Féminine's elftal van het seizoen van de UNFP. Op 27 april 2022 tekende Baltimore een contractverlenging bij Paris Saint-Germain tot aan 30 juni 2024.
Op 5 juli 2024 tekende Baltimore een vierjarig contract bij het Engelse Chelsea FC in de Super League.

## Statistieken
| Seizoen | Club                | Land      | Competitie   | Wedstrijden | Doelpunten |
| ------- | ------------------- | --------- | ------------ | ----------- | ---------- |
| 2016/17 | Paris Saint-Germain | Frankrijk | Division 1   | 1           | 0          |
| 2017/18 | Paris Saint-Germain | Frankrijk | Division 1   | 9           | 1          |
| 2018/19 | Paris Saint-Germain | Frankrijk | Division 1   | 12          | 1          |
| 2019/20 | Paris Saint-Germain | Frankrijk | Division 1   | 9           | 4          |
| 2020/21 | Paris Saint-Germain | Frankrijk | Division 1   | 21          | 8          |
| 2021/22 | Paris Saint-Germain | Frankrijk | Division 1   | 22          | 4          |
| 2022/23 | Paris Saint-Germain | Frankrijk | Division 1   | 21          | 5          |
| 2023/24 | Paris Saint-Germain | Frankrijk | Division 1   | 18          | 6          |
| 2024/25 | Chelsea FC          | Engeland  | Super League | 13          | 4          |
| Totaal  | Totaal              | Totaal    | Totaal       | 126         | 34         |

Laatste update: 24 april 2025

## Interlandcarrière
Baltimore maakte haar debuut voor het Franse nationale team in een 12-0 overwinning op Kazachstan. Ze viel in voor Amel Majri in de 46e minuut van de wedstrijd en kwam vervolgens gelijk tot scoren.
Op 30 mei 2022 werd Baltimore opgenomen in de Franse selectie voor op het EK 2022 in Engeland. In juli 2024 was ze eveneens van de partij in de Franse selectie voor op de Olympische Zomerspelen 2024.